# ژوکو
ژوکو (به لاتین: Zhoukou) یک شهر مرکزی در جمهوری خلق چین است که در استان هنان واقع شده‌است. ژوکو ۱۱٬۹۵۹ کیلومتر مربع مساحت و ۸٬۹۵۳٬۷۹۳ نفر جمعیت دارد.